# Colegio Nacional Rafael Hernández

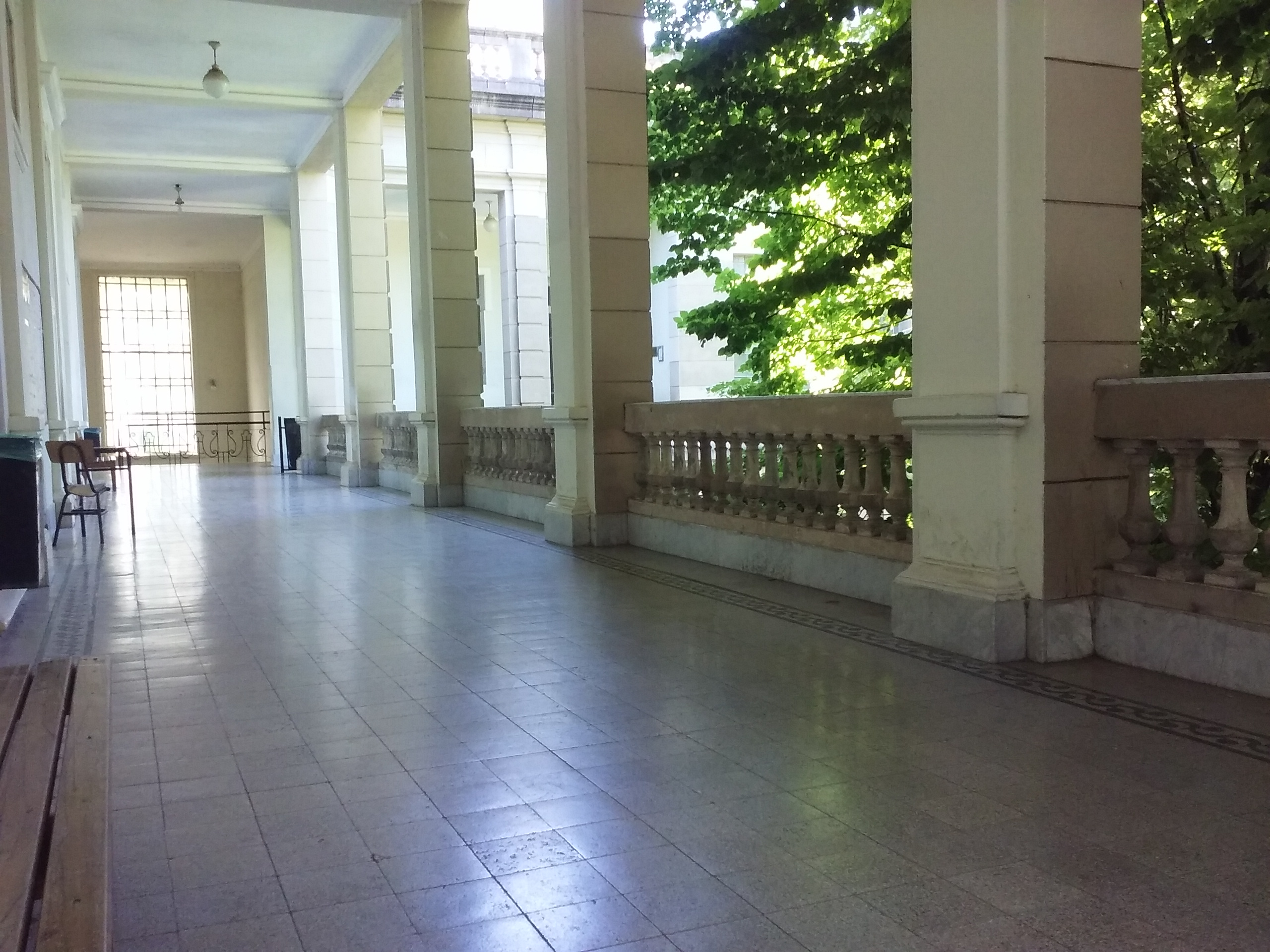
Sector de Lengua y Literatura

El Colegio Nacional Rafael Hernández (conocido también como Colegio Nacional de La Plata) es uno de los cuatro colegios secundarios dependientes de la Universidad Nacional de La Plata, junto al Liceo Víctor Mercante, el Bachillerato de Bellas Artes y la Escuela Agraria "M.C. y N.L. Inchausti". 
Lleva el nombre de Rafael Hernández, destacado político y periodista argentino, autor del proyecto de Ley de creación de la Universidad Provincial de La Plata, en 1887 (posteriormente nacionalizada por Joaquín V. González en 1905).
Se encuentra ubicado en la intersección de las calles 1 y 49 de la ciudad de La Plata.

## Historia

### Antecedentes y creación definitiva
Los antecedentes de la creación del Colegio Nacional nos encontramos a unos pocos años luego de la fundación de la Ciudad de La Plata, en 1882. En 1884 por la Ley 1432 se crea un colegio nacional en la nueva Capital. No obstante, esta ley no fue implementada por conflictos políticos. En 1885 se crea, por decreto del Gobernador de la Provincia de Buenos Aires, que comenzó sus clases el 17 de marzo de ese año. En 1887, el colegio, hasta ese momento provincial, se nacionaliza por un decreto del Poder Ejecutivo y se convierte en Colegio Nacional. En 1905 es incorporado a la Universidad Nacional de La Plata.

### Su emplazamiento definitivo

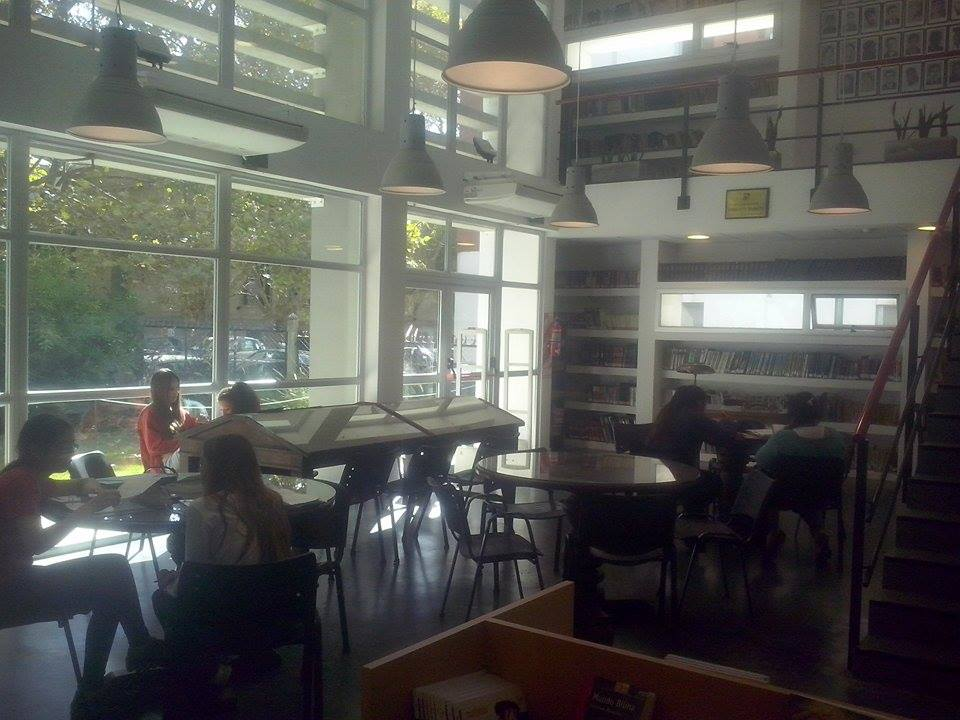
Sala de lectura "Ernesto Sabato" en la biblioteca del Colegio Nacional Rafael Hernández.

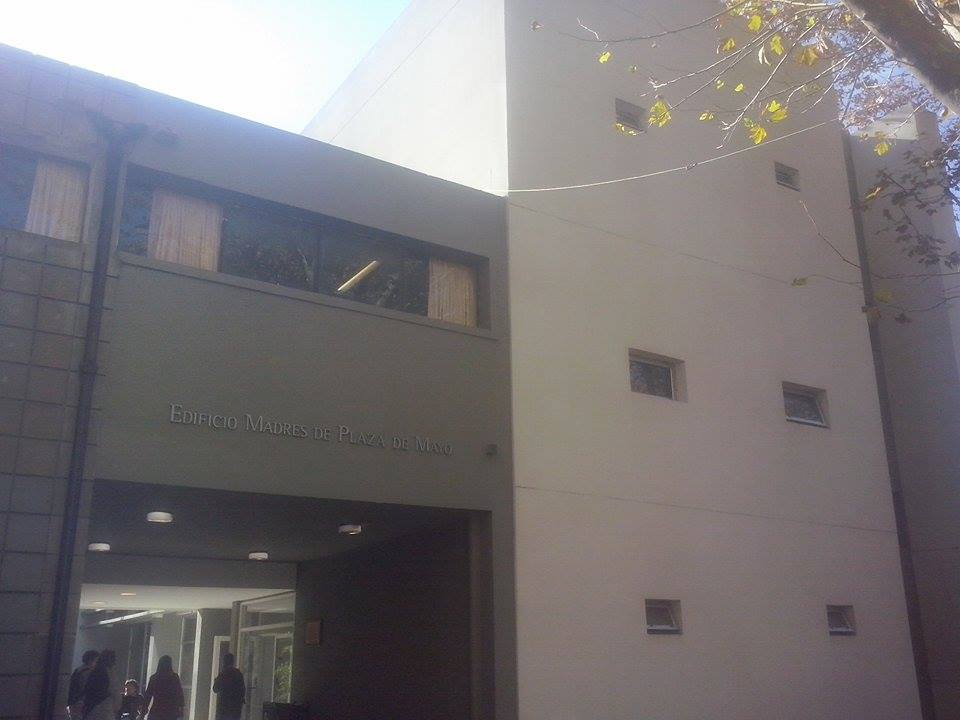
Biblioteca del Colegio Nacional Rafael Hernández, edificio Madres de Plaza de Mayo

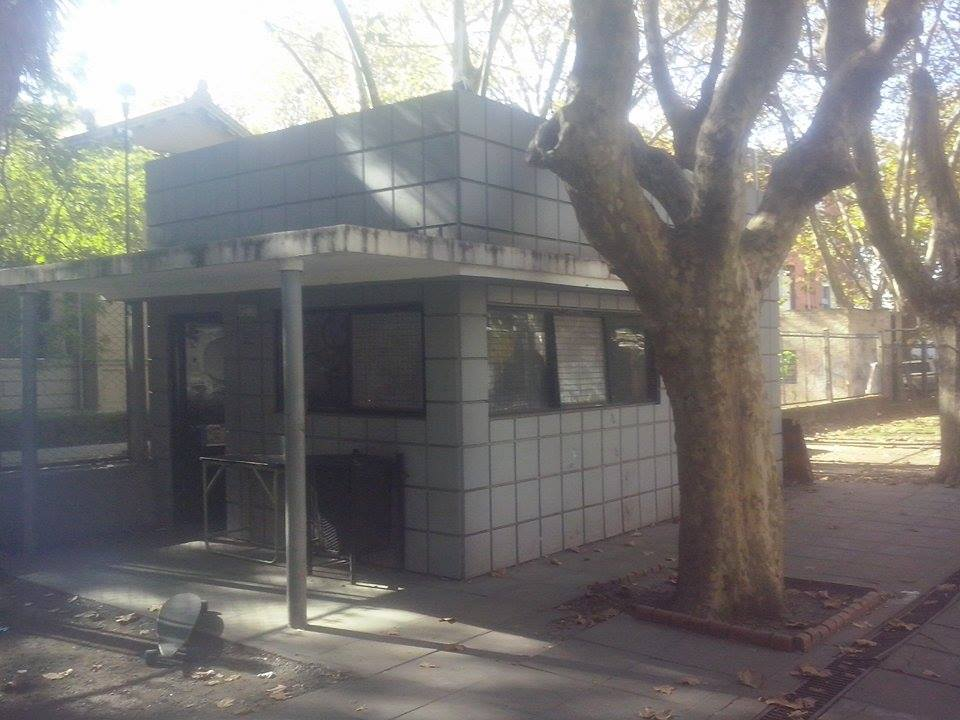
Centro de Estudiantes del Colegio Nacional, Edificio René Favaloro

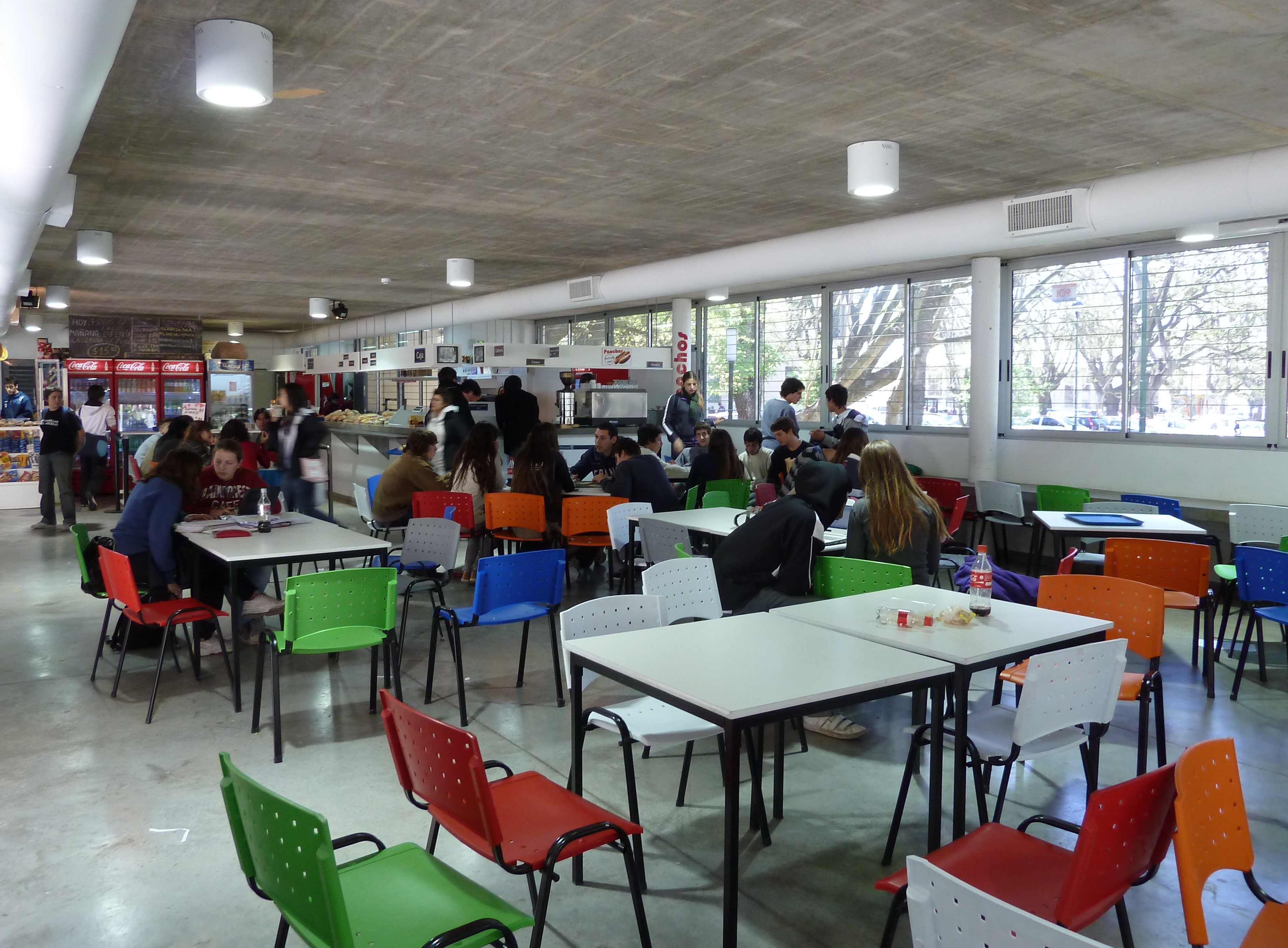
Nuevo comedor estudiantil Presidente Néstor Kirchner, inaugurado en 2011.

El edificio presenta una arquitectura neoclásica influida por elementos decorativos academicistas e italianizantes, tales como la impresionante cornisa, las ménsulas y los balaustres.
Todo el complejo había sido diseñado en 1905 por los ingenieros Carlos Massini y Miguel Olmos, empleados del Ministerio de Obras Públicas de la Nación y también autores del Hotel de Inmigrantes en Buenos Aires. Más tarde, en 1926, por resolución del Dr. don Benito A. Nazar Anchorena, Presidente de la Universidad, se intentó dividir el terreno ocupado por el Colegio Nacional para asignarle a las facultades de  Fisicomatemáticas, Química y Farmacia y a la Casa del Estudiante una porción del mismo. El proyecto no se concretó ya que dichas facultades se opusieron. Fue completamente restaurado y actualizado entre 2005 y 2008.
No hay datos exactos sobre la creación del curso nocturno, pero en un documento de la mesa de entradas de la UNLP Expediente N° u-5992 del 16 de octubre de 1947 se registra un pedido de la Unión Sindical Universitaria hacia la administración del Colegio para hacer que se eximan con 5 puntos y no con 4, teniendo en cuenta las dificultades del horario y de sus trabajos, razón por la cual cursaban en el turno nocturno. 
El Colegio también contaba con un inmenso gimnasio cubierto, conocido aún hoy como “El Partenón” por su semejanza al templo griego, y vecina a aquel, una pileta de natación. Se disponía, además, de canchas para practicar todo tipo de deportes, incluso el yachting en el vecino Dock Central. Este complejo educativo fue único en todo el país, sólo comparable a un clásico colegio inglés. 
En 1920 el “Partenón” pasó a funcionar como Gabinete de Física del Colegio Nacional y comenzó así a alojar los instrumentos del Departamento de Física de la UNLP. Albert Einstein quiso conocerlo y dar una charla durante su visita a La Plata en abril de 1925. En 1979, el “Partenón” fue totalmente remodelado para que funcionara como gimnasio, y se le agregó un tanque de agua de hormigón armado y otros anexos que lo alteraron en su aspecto original. Todas esas intervenciones fueron demolidas en el 2012, durante la recuperación del edificio original.
El 16 de marzo de 1956 se realizó una intervención en la Universidad Nacional de La Plata por decreto de la dictadura de Pedro Eugenio Aramburu. Benjamín Villegas Basavilbaso, Interventor en ese entonces, resolvió con la Resolución n°170 "dar por terminadas las funciones de todos los profesores del Colegio Nacional designados con posterioridad al 30 de abril de 1946 de este modo puso en comisión a todo el personal docente. El 17 de abril, el Centro de Estudiantes Democráticos del Colegio Nacional manifestó su oposición respecto de la Resolución 170 y explicó que "no deben realizarse concursos actualmente" porque "determina, en primera instancia, el rechazo implícito del Centro pues las mismas surgen de una disposición ministerial que el mismo desconoce, elaborada sorpresivamente por el Ministerio de Educación sin el requerimiento indispensable de la opinión de los principales interesados; estudiantes y profesores". Cuestionó también la forma de los concursos, que "no responden en absoluto a lo que exige la realidad, ni significa garantía de la existencia de un plantel docente capacitado y en condiciones de llevar adelante las soluciones que necesita el colegio".[cita requerida]
En mayo de 2013, la presidenta Cristina Fernández de Kirchner dio el discurso inaugural de la nueva Biblioteca del Colegio Nacional, la cual entró en funcionamiento a principios del 2015. La estructura dispone de tres pisos y una superficie de 825 m², que alberga unos 43.000 volúmenes y tiene capacidad para 70 alumnos e instalaciones para trabajo y estudio con computadoras. Las áreas específicas se ubican en la planta baja y el primer piso, con una sala de lectura de libre acceso a los volúmenes en doble altura en planta baja; una sala de exposiciones en el primer piso, y una sala virtual -con equipamiento informático- en el segundo.

## Visita de Albert Einstein
En el año 1925 el científico y Premio Nobel de Física Albert Einstein visitó la Argentina para difundir su controversial Teoría de la Relatividad. En este viaje, visitó las Universidades Nacionales de La Plata, Buenos Aires y Córdoba. Específicamente, el 2 de abril dictó una conferencia en el Colegio Nacional, inaugurando el año académico. Llegó en tren desde Capital Federal y pudo recorrer el Museo de Historia Natural, el cual encontró “muy interesante” según escribió en su diario. Su corta pero trascendental visita llevaron a la creación de un largometraje de bajo presupuesto sobre su visita,filmado en distintas locaciones de la ciudad, incluido el colegio, en el año 2014.
.

## Himno

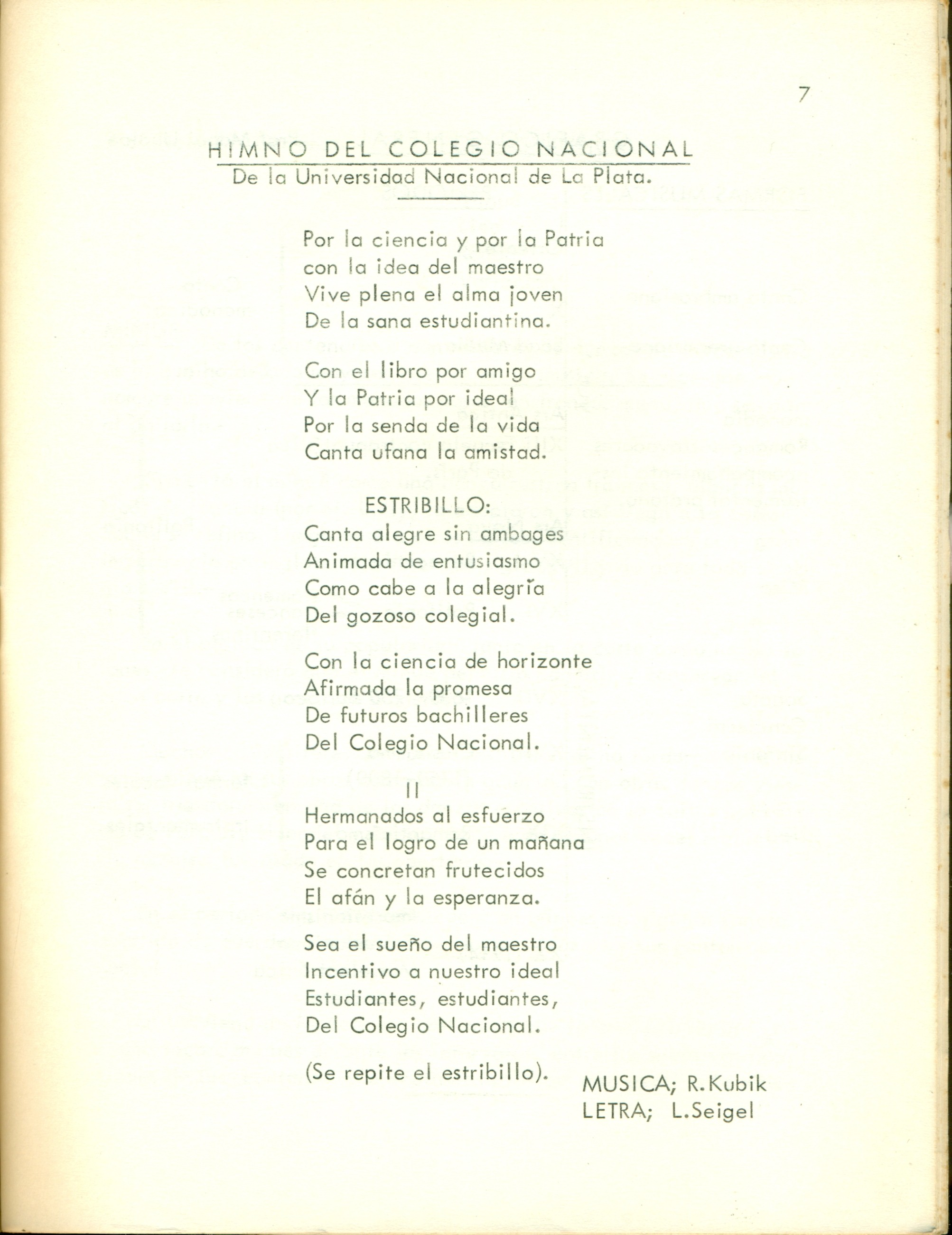
Himno del Colegio Nacional Rafael Hernández

El Colegio Nacional Rafael Hernández tiene su propio himno, escrito por Lázaro Seigelschifer y compuesto por Rodolfo Kubik; fue creado en el año 1963 por el Prof. Seigelschifer como rector entre 1961 y 1964.

## Teatro del CNLP

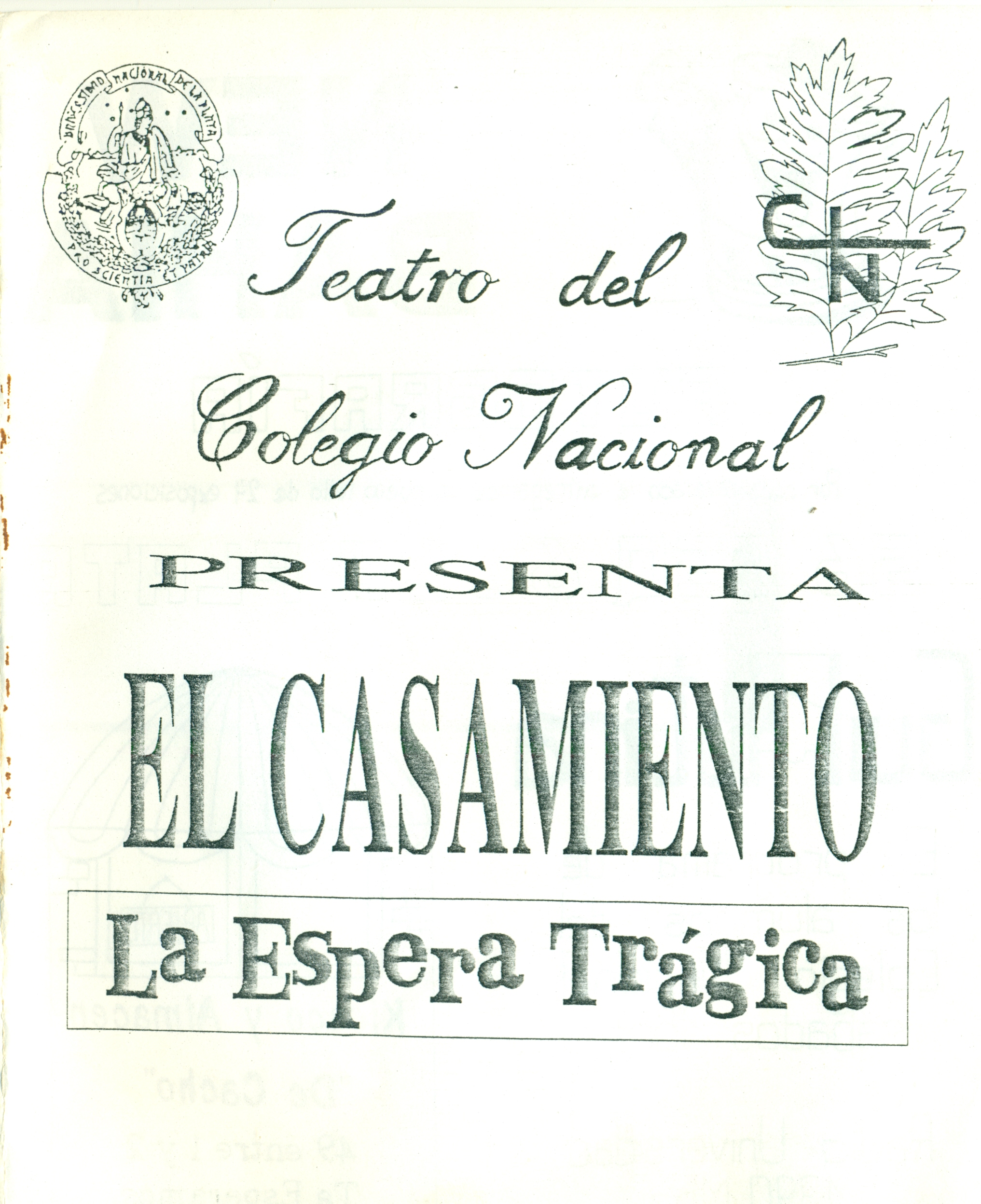
Publicidad histórica del teatro del Colegio Nacional Rafael Hernández

Los antecedentes del teatro en el Colegio Nacional se remontan a los años 60, donde alumnos del colegio y del Liceo Victor Mercante llevaron a escena tres piezas dirigidas por Lisandro Selva. 
El año 1966 el profesor Eithel Orbit Negri queda a cargo del teatro, y que, durante siete años ininterrumpidos presenta nueve obras con una importante repercusión en el público. 
Hoy en día el colegio cuenta con un taller de teatro, dirigido por Mimí Harvey, en el cual los alumnos pueden participar y a fin de año se muestra la obra al público.

## Suicidio de Lara Tolosa Chanetón
El 3 de agosto de 2017, una alumna de 15 años, llevó un revólver calibre .38 y se suicidó en la primera hora de la mañana en uno de los salones, aparentemente a causa del bullying que recibía de sus compañeros de clase. En un foro anónimo llamado Voxed había dicho que aunque su intención principal era el suicidio, también consideraría "matar a 3 o 4 compañeros", aunque al final no intentó asesinar a nadie más.

## Egresados célebres
Ver Alumnado del Colegio Nacional Rafael Hernández